# Liste der Fahnenträger der libyschen Mannschaften bei Olympischen Spielen
Die Liste der Fahnenträger der libyschen Mannschaften bei Olympischen Spielen listet chronologisch alle Fahnenträger libyscher Mannschaften bei den Eröffnungs- (EF) und Abschlussfeiern (AF) Olympischer Spiele auf.

## Liste der Fahnenträger
| Mannschaft             | Veranstaltung | Fahnenträger (EF)       | Fahnenträger (AF) |
| ---------------------- | ------------- | ----------------------- | ----------------- |
| 1964 in Tokio          | Sommerspiele  | Suliman Fighi Hassan    |                   |
| 1968 in Mexiko-Stadt   | Sommerspiele  |                         |                   |
| 1980 in Moskau         | Sommerspiele  | Nuri Kaheil             |                   |
| 1988 in Seoul          | Sommerspiele  | Said Farouk Al-Turki    |                   |
| 1992 in Barcelona      | Sommerspiele  |                         |                   |
| 1996 in Atlanta        | Sommerspiele  | (O) Elmehdi Abulkheirat |                   |
| 2000 in Sydney         | Sommerspiele  | Nizar Naeeli            |                   |
| 2004 in Athen          | Sommerspiele  | Mohamed Eshtiwi         | Ezedin Salem      |
| 2008 in Peking         | Sommerspiele  | Mohamed Ben Saleh       | Mohamed Ben Saleh |
| 2012 in London         | Sommerspiele  | Sofyan Elgadi           | Hala Gezah        |
| 2016 in Rio de Janeiro | Sommerspiele  | Mohamed Hrezi           | Volunteer         |
| 2020 in Tokio          | Sommerspiele  | Alhussein Ghambour      | Ali Omar          |
| 2024 in Paris          | Sommerspiele  | Mek Almukhtar           | Volunteer         |
| 2024 in Paris          | Sommerspiele  | Ahmed Abuzriba          | Volunteer         |

Anmerkung: (EF) = Eröffnungsfeier, (AF) = Abschlussfeier, (O) = Offizieller

## Statistik
| Rang    | Sportart       | EF | AF | ∑  |
| ------- | -------------- | -- | -- | -- |
| 1       | Leichtathletik | 3  | 1  | 4  |
| 2       | Judo           | 1  | 2  | 3  |
| 3       | Gewichtheben   | 2  | 0  | 2  |
| 3       | Schwimmen      | 2  | 0  | 2  |
| 3       | Taekwondo      | 1  | 1  | 2  |
| 3       | Volunteer      | 0  | 2  | 2  |
| 7       | Radsport       | 1  | 0  | 1  |
| 7       | Rudern         | 1  | 0  | 1  |
| 7       | Offizieller    | 1  | 0  | 1  |
| Gesamt: | Gesamt:        | 12 | 6  | 18 |

| Rang                   | Sportart | EF | AF | ∑ |
| ---------------------- | -------- | -- | -- | - |
| bisher keine Teilnahme |          |    |    |   |
| Gesamt:                | Gesamt:  | 0  | 0  | 0 |

| Rang    | Sportart       | EF | AF | ∑  |
| ------- | -------------- | -- | -- | -- |
| 1       | Leichtathletik | 3  | 1  | 4  |
| 2       | Judo           | 1  | 2  | 3  |
| 3       | Gewichtheben   | 2  | 0  | 2  |
| 3       | Schwimmen      | 2  | 0  | 2  |
| 3       | Taekwondo      | 1  | 1  | 2  |
| 3       | Volunteer      | 0  | 2  | 2  |
| 7       | Radsport       | 1  | 0  | 1  |
| 7       | Rudern         | 1  | 0  | 1  |
| 7       | Offizieller    | 1  | 0  | 1  |
| Gesamt: | Gesamt:        | 12 | 6  | 18 |